# Hongkongská polytechnická univerzita

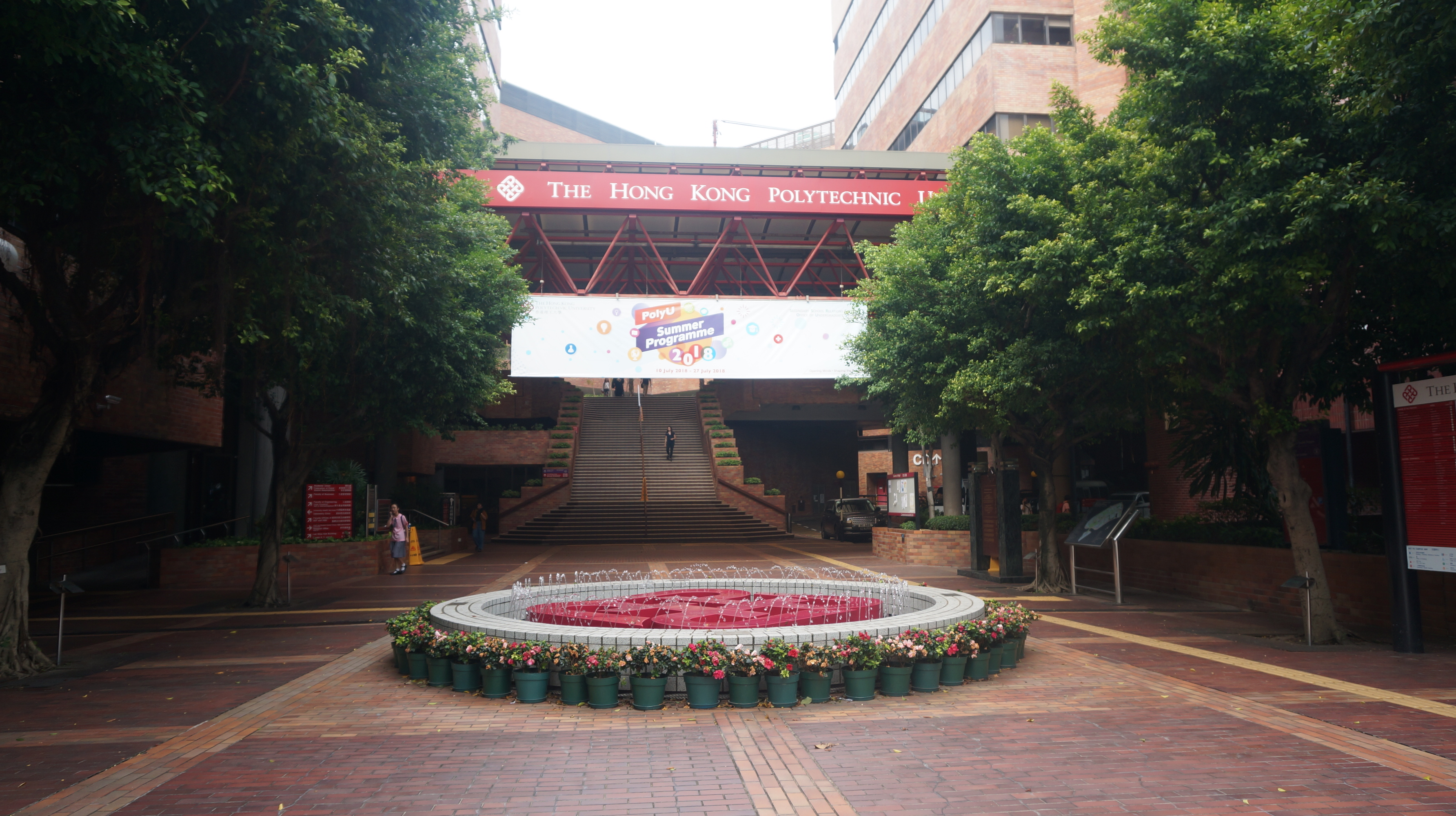
Vchod od Cheong Wan Road

Hongkongská polytechnická univerzita (PolyU) je veřejná univerzita se sídlem v Hung Hom v Hongkongu. Historie PolyU se dá vysledovat až do roku 1937. V roce 1994 se stala plně akreditovanou univerzitou a jednou z vládou financovaných terciárních institucí.
PolyU se skládá z 8 fakult a škol, které nabízejí programy zahrnující aplikovanou vědu, obchod, stavebnictví, životní prostředí, strojírenství, sociální vědy, zdraví, humanitní vědy, design, řízení hotelů a cestovního ruchu.
Univerzita nabízí každý rok 220 postgraduálních, vysokoškolských a sub-degree programů pro více než 32 000 studentů. Je to největší veřejná terciární instituce z hlediska počtu studentů. V roce 2020 se univerzita umístila v žebříčku nejlepších univerzit v Asii na 25. místě, na 15. místě v žebříčku mladých univerzit a na 75. místě v žebříčku nejlepších mezinárodních univerzit.

## Historie
Historie univerzity začala v roce 1937, kdy byla založena Government Trade School. Škola byla umístěna na Wood Road ve Wan Chai na ostrově Hongkong, a byla první veřejně financovanou terciární technickou institucí v Hongkongu. Po druhé světové válce se škola v roce 1947 stala Hongkongskou technickou školou a v roce 1957 otevřela nové prostory v Hung Hom, části městské oblasti Kau-lung.
V roce 1972 byla založena Hongkongská polytechnika. Cílem bylo poskytovat profesně orientované vzdělávání, které uspokojí potřebu kvalifikovaných pracovníků. Dne 25. listopadu 1994 získala souhlas Výboru pro univerzitní a polytechnické granty s akreditací studijních programů, díky čemuž škola získala statut univerzity, a tak vznikla Hongkongská polytechnická univerzita.

## Kampus

### Hlavní kampus

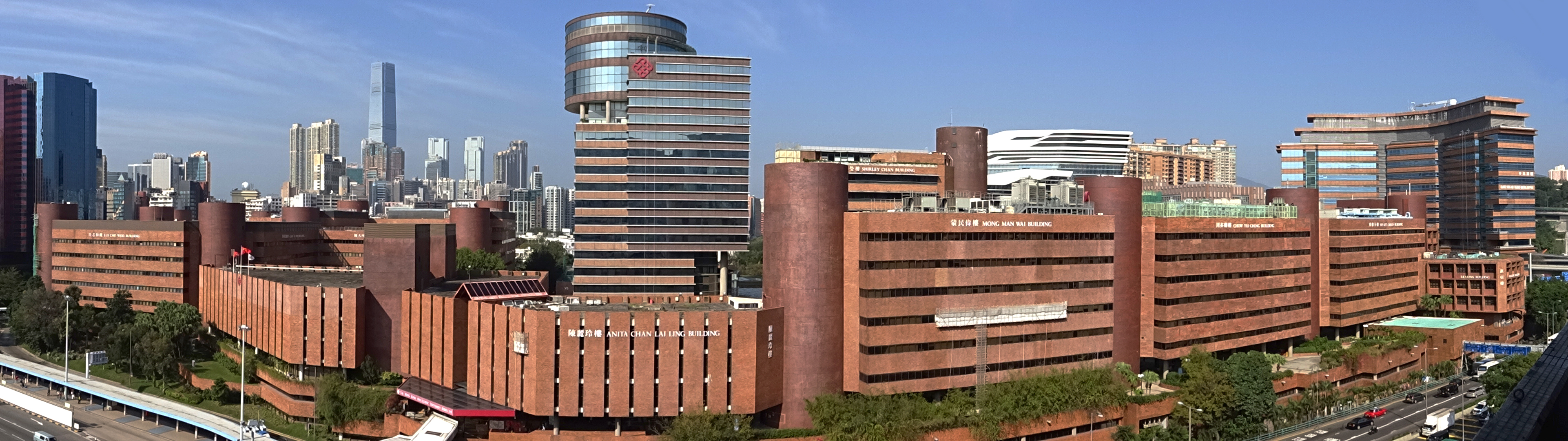
Pohled na budovy kampusu

Hlavní kampus PolyU v městské části Yau Tsim Mong byl navržen týmem vedeným Jamesem Kinoshitou z P&T Group v roce 1972.  Má více než 20 budov s cihlovými zdmi. Je to jeden z největších a nejhustších vzdělávacích kampusů na světě.

### Obléhání univerzity v roce 2019
V listopadu 2019 byla univerzita okupována protestujícími v rámci protestů v Hongkongu. 17. listopadu se policie pokusila vstoupit do areálu, ale selhala, protože demonstranti proti policii použili silniční zátarasy a zápalné lahve.    Policie pak zablokovala všechny východy z univerzitního kampusu a požádala všechny protestující uvnitř, aby se vzdali. 18. listopadu se policie pokusila znovu vstoupit do areálu silou, a to za použití slzného plynu a gumových projektilů. Protestující odpověděli házením zápalných lahví na policii. Univerzita byla během konfliktu označena za bojiště. Univerzita byla později obklíčena policií, a jen několika demonstrantům se podařilo uprchnout. Bylo zraněno více než 280 demonstrantů, zatčeno bylo více než 1 000 osob.